# IC 2830
IC 2830 је елиптична галаксија у сазвјежђу Лав која се налази на листи објеката дубоког неба у Индекс каталогу.
Деклинација објекта је + 7° 48' 51" а ректасцензија 11h 27m 21,7s. Привидна величина (магнитуда) објекта IC 2830 износи 14,5 а фотографска магнитуда 15,5. IC 2830 је још познат и под ознакама CGCG 39-185, PGC 35240.